# کارلوس گوتیرس (بازیکن فوتبال، زاده ۱۹۳۹)
کارلوس گوتیرس (اسپانیایی: Carlos Gutiérrez‎؛ زادهٔ ۳۱ مارس ۱۹۳۹) بازیکن فوتبال اهل مکزیک بود.
وی همچنین در تیم ملی فوتبال مکزیک بازی کرده‌است.